# Klein Himstedt

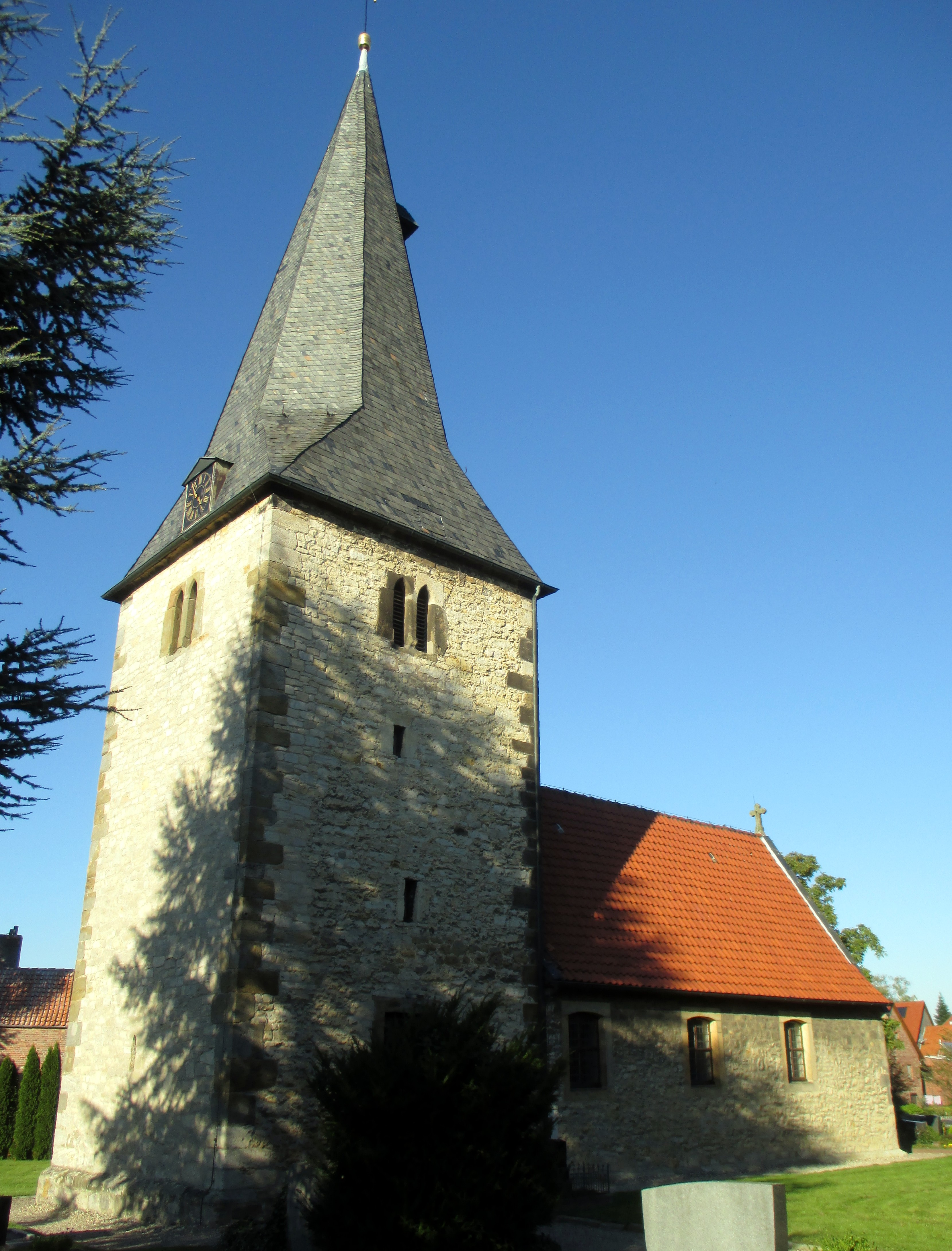
Evangelische Kirche

Klein Himstedt ist ein Ortsteil der Gemeinde Söhlde im Landkreis Hildesheim in Niedersachsen.

## Geographie
Klein Himstedt ist, beginnend im Norden und dem Uhrzeigersinn folgend, von den Dörfern Hoheneggelsen, Steinbrück, Groß Himstedt, Berel, Bettrum und Feldbergen umgeben. Südöstlich Klein Himstedts liegt in Richtung Berel das Waldgebiet Bereler Ries. Naturräumlich liegt Klein Himstedt in der Ilseder Börde, die je nach Definition oft auch zur Hildesheimer Börde gerechnet wird. Dementsprechend ist das Dorf weiträumig von landwirtschaftlicher Nutzfläche umgeben. Im Süden werden diese Flächen durch den bewaldeten Salzgitter-Höhenzug (im Norden Lichtenberge genannt) und das Vorholz begrenzt.

## Geschichte
Klein Himstedt wurde um 1220 in minori Heimstide und im 14. Jahrhundert min. Heymestede genannt. Die Edelherren von Meinersen gaben um 1220 den Zehnt als Lehen an Konrad von Dinklar.
Im Jahre 1451 waren die Saldern mit dem Zehnt, einem Sattelhof und fünf Hufen Land in Klein Himstedt vom Bischof Magnus belehnt. 1480 wurde der Besitz vom Kloster Steterburg übernommen. 1838 wurde der Zehnt als Steuer abgeschafft. Es wird erwähnt das 20.000 Taler an eine Familie von Hammerstein zu entrichten waren.
Am 1. März 1974 wurde aus Klein Himstedt zusammen mit den Gemeinden Bettrum, Feldbergen, Groß Himstedt, Hoheneggelsen, Mölme, Nettlingen, Söhlde und Steinbrück die neue Gemeinde Söhlde gebildet.
Bereits von 1821 bis 1866 waren diese Dörfer Teil des Amtes Steinbrück, während sie von 1885 bis 1974 zum Kreis Marienburg gehörten, der schließlich im Landkreis Hildesheim aufging.

### Kirche
Schon immer war die Kirche in Klein Himstedt eine Tochterkirche von Groß Himstedt im früheren Archidiakonat Nettlingen. Sie stammt aus romanischer Zeit von vor 1300, was an den Türmen zu erkennen ist. Die Glocke von 1511 stammt vom berühmten Hildesheimer Glockengießer Harmen Koster. Das Zeichen des Glockengießers ging in das Ortswappen ein. 1957 wurden die Westwand des Kirchturmes und die Südwand des Langhauses renoviert.

### Einwohnerentwicklung
| Klein Himstedt – Bevölkerungsentwicklung seit 2012 | Klein Himstedt – Bevölkerungsentwicklung seit 2012 | Klein Himstedt – Bevölkerungsentwicklung seit 2012 |
| Jahr                                               | Einwohner                                          | Entwicklung |
| -------------------------------------------------- | -------------------------------------------------- | --- |
| 30. Juni 2012                                      | 215                                                | Die zur Anzeige dieser Grafik verwendete Erweiterung wurde dauerhaft deaktiviert. Wir arbeiten aktuell daran, diese und weitere betroffene Grafiken auf ein neues Format umzustellen. (Mehr dazu) |
| 1. Sep. 2015                                       | 221                                                | Die zur Anzeige dieser Grafik verwendete Erweiterung wurde dauerhaft deaktiviert. Wir arbeiten aktuell daran, diese und weitere betroffene Grafiken auf ein neues Format umzustellen. (Mehr dazu) |
| 1. Sep. 2016                                       | 214                                                | Die zur Anzeige dieser Grafik verwendete Erweiterung wurde dauerhaft deaktiviert. Wir arbeiten aktuell daran, diese und weitere betroffene Grafiken auf ein neues Format umzustellen. (Mehr dazu) |
| 31. Dez. 2017                                      | 228                                                | Die zur Anzeige dieser Grafik verwendete Erweiterung wurde dauerhaft deaktiviert. Wir arbeiten aktuell daran, diese und weitere betroffene Grafiken auf ein neues Format umzustellen. (Mehr dazu) |
| 31. Dez. 2018                                      | 226                                                | Die zur Anzeige dieser Grafik verwendete Erweiterung wurde dauerhaft deaktiviert. Wir arbeiten aktuell daran, diese und weitere betroffene Grafiken auf ein neues Format umzustellen. (Mehr dazu) |

## Politik

### Ortsrat
Der Ortsrat setzt sich aus fünf Ratsfrauen und Ratsherren zusammen. Nach der Kommunalwahl am 11. September 2021 ergab sich die folgende Sitzverteilung (in Klammern Veränderung zur Wahl 2016):
- CDU: 2 Sitze (−1)
- Einzelbewerber Kresse: 1 Sitz (±0)
- Einzelbewerber Sturm (Volt): 2 Sitze (+2)

### Ortsbürgermeister
Ortsbürgermeister ist Samuel Sturm (Volt).

### Wappen
| Wappen von Klein Himstedt | Blasonierung: „In Rot eine goldene Glocke belegt mit einem schwarzen Meisterzeichen.“ |
| Wappen von Klein Himstedt | Wappenbegründung: Kirchlich gehörte Klein Himstedt immer als Tochterkirche zu Groß Himstedt. Beide Gotteshäuser im einstigen Archidiakonat Nettlingen stammen aus romanischer Zeit (vor 1300), wie an den Türmen zu erkennen ist. Klein Himstedt besitzt eine Glocke, die 1511 der berühmte Hildesheimer Glockengießer Harmen Koster gegossen und mit seinem Meisterzeichen geschmückt hat. Noch heute wie vor 500 Jahren ruft die genannte Glocke zum Gottesdienst. Es lag daher nahe, ein Bild der Glocke als Gemeindewappen zu nehmen. Die gold-rote Tingierung erinnert an die historische Zugehörigkeit zu ehemaligen Bistum Hildesheim, in dessen Einflussgebiet das Dorf lag. |

## Wirtschaft und Infrastruktur

### Verkehrsanbindung
Über die Landesstraße 475 ist Klein Himstedt an die umliegenden Dörfer Bettrum, Groß Himstedt, Söhlde und Woltwiesche sowie an die Bundesstraße 444 angebunden. Daneben verbindet die Kreisstraße 217 den Ort mit Hoheneggelsen.
Der nächste Bahnhof liegt zwischen Groß Himstedt und Hoheneggelsen an der Bahnstrecke Hildesheim–Braunschweig.